# Salame ungherese

Il salame ungherese (téliszalámi) è un tipo di salume preparato macinando finemente un impasto composto da un terzo di carne magra di suino della razza Mangalica, un terzo di grasso (sempre di suino) e la parte restante da carne magra di bovino. La lavorazione include sale, pepe macinato, paprika, aglio pestato e macerato nel vino bianco.
L'impasto viene successivamente pressato in viscere di equino, dando origine ad insaccati delle dimensioni di 30-40 centimetri di lunghezza. Il procedimento finale prevede l'affumicatura (circa 12 ore), attribuendo al salame il caratteristico sapore e fragranza. La stagionatura è di 3-4 mesi.